# Efecte de massa (medicina)
En medicina, un efecte de massa és l'efecte d'una massa creixent que dona lloc a efectes patològics secundaris empenyent o desplaçant el teixit circumdant.
En oncologia, la massa normalment es refereix a un tumor.
Per exemple, el càncer de tiroide pot causar símptomes a causa de compressions de determinades estructures del cap i del coll; la pressió sobre els nervis laringis pot causar canvis de veu, l'estretor de la tràquea pot causar estridor, la pressió sobre la gola pot causar disfàgia, etc. De vegades, s'utilitza l'extirpació quirúrgica o la citoreducció per pal·liar els símptomes de l'efecte de la massa, fins i tot si la patologia subjacent no és curable.
En neurologia, un efecte de massa és l'efecte que exerceix qualsevol massa, incloent-hi, per exemple, una hemorràgia intracranial en evolució (un sagnat al crani) que presenta un hematoma clínicament significatiu.